# Arraial do Cabo
Arraial do Cabo – miasto w Brazylii, w stanie Rio de Janeiro. W 2009 liczyło 26 896 mieszkańców.